# Barrington (Cambridgeshire)
Pour les articles homonymes, voir Barrington.
Barrington est une paroisse civile et un village du Cambridgeshire, en Angleterre.